# Skylar Grey

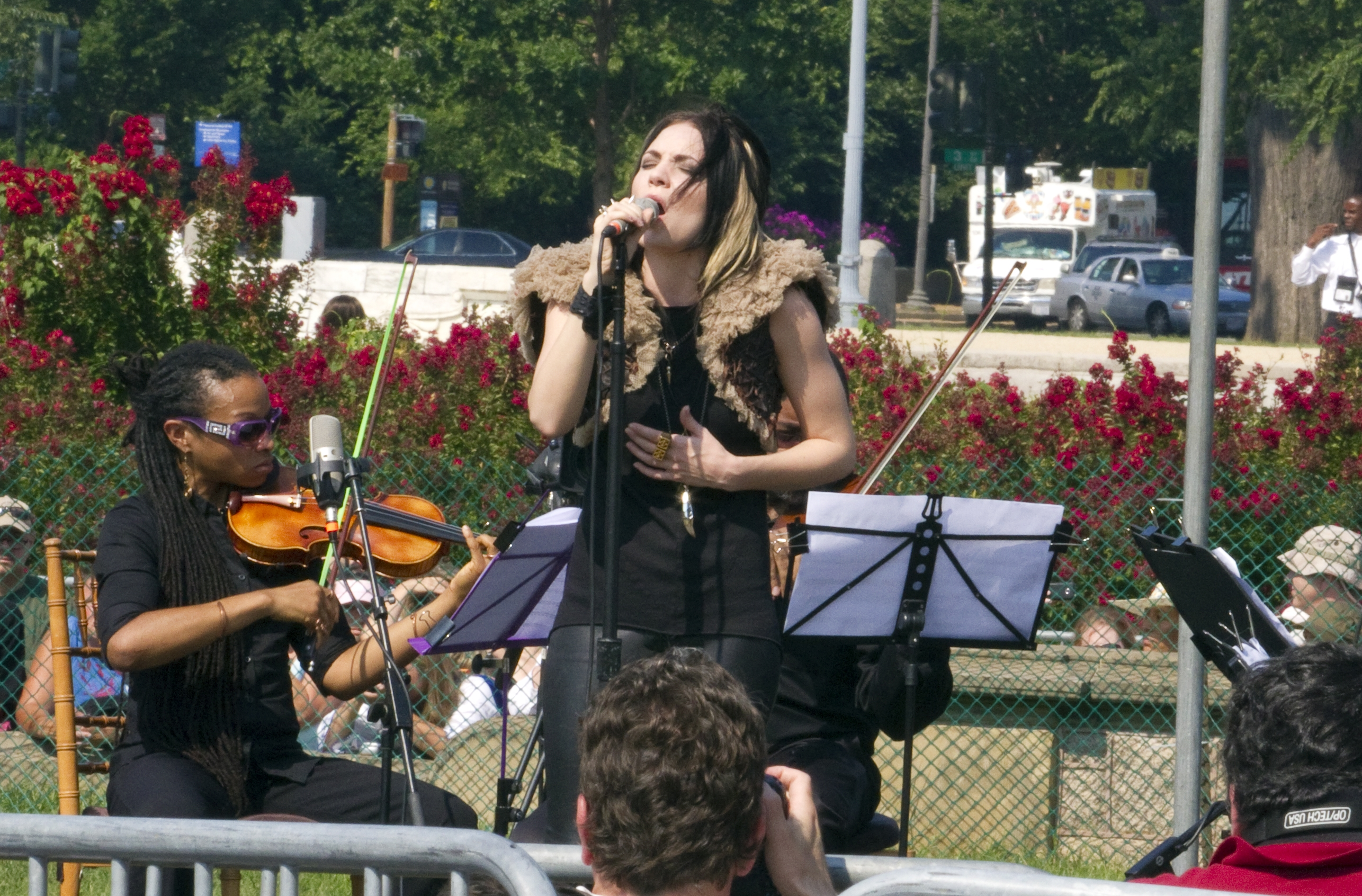
Skylar Grey podczas koncertu Tibet Talk For World Peace w Waszyngtonie (2011)

Skylar Grey, właściwie Holly Brook Hafermann (ur. 23 lutego 1986 w Mazomanie, w stanie Wisconsin) – amerykańska producentka muzyczna, autorka piosenek i piosenkarka.

## Życiorys
Grey założyła swój pierwszy zespół w wieku szesnastu lat współpracując z muzykami jazzowymi, w tym Jeff Eckles, Tim Whalen i Leo Sidran w Madison, Wisconsin.
W 2003 r. Grey przeprowadziła się do Los Angeles i nagrała demo, które doprowadziło do podpisania w 2004 r. kontraktu z wytwórnią Machine Shop Recordings. Głos Skylar został usłyszany w piosence "Where'd You Go" zespołu hip-hopowego – Fort Minor. Pracowała z producentem Jonathanem Ingoldsby, z którym wydała swój debiutancki album, Like Blood Like Honey, 6 czerwca 2006 roku.
W 2009 r. Grey użyczyła swoją piosenkę "It's Raining Again" i wizerunek do kampanii promocyjnej Ciao Water. Wcześniej Holly Brook pojawiła się na albumach innych artystów, w tym Brie Larson. Odbyła Trasę koncertową z zespołem Duncan Sheik.
Końcem 2010 r. ukazał się hit "Coming home", stworzony przez Diddiego i jego zespół Dirty Money. W 2010 wystąpiła w utworze "I Need a Doctor" obok Dr. Dre i Eminema.
Jest współautorką przebojów "Love the Way You Lie" Eminema i Rihanny, "Castle Walls" T.I. i Christiny Aguilery oraz "Asshole" Eminema.
Utwór „I Know You” ze ścieżki dźwiękowej filmu Pięćdziesiąt twarzy Greya uzyskał w Polsce certyfikat platynowej płyty.

## Dyskografia
- Holly Brook EP (2005, jako Holly Brook)[3]
- Like Blood Like Honey (2006, jako Holly Brook)[4]
- O'Dark:Thirty EP (2010, jako Holly Brook)[5]
- Don't Look Down (2013)[6]
- Natural Causes (2016)[7]